# Святоезерский Иверский монастырь
Не путать со Святоозёрским Иверским монастырём на Валдае
Святоезерская Иверская пустынь — женский (до 1860 мужской) монастырь в селе Мугреевский Южского района Ивановской области (в 38 км на восток от районного центра Южа). Возник в первой половине XV века на месте отшельнической обители (по легенде, основанной в начале XIV века). По-видимому, самый ранний из монастырей, существующих на территории современной Ивановской области. Не действовал с 1760-х до 1860 года и с 1920-х до 1993 года.
Расположен на небольшом холме, который носит название «Грива», в северной части села, близ берега Святого озера. В монастыре два исторических храма — Казанской Богоматери (построен в 1904—1907) и Афанасия Афонского (1757—1781).

## История
По легенде пустынь основана старцем Филаретом, поселившемся в начале XIV века в вырытой им пещере. Легенда повествует, что старцем был выкопан колодец, на месте которого со временем образовалось большое озеро, в народе названное Святым. Ещё в XIX веке данная местность, которую окружают густые леса и болота, продолжала называться Филаретовской.
В конце XIV века отшельническая обитель привлекла Киприана, позднее ставшего митрополитом. Им была поставлена первая на этом месте деревянная Преображенская церковь. В качестве митрополичья владения, пустынь действовала также в первой половине XV века при преемнике Киприана митрополите Фотии. Пребывание в этом месте Фотия в 1411 году спасло его от пленения отрядом татарского царевича Талыча. В память о чудесном спасении митрополитом была поставлена новая деревянная церковь Рождества Богородицы. Предположительно, при Фотии пустынь стала мужским Святоезерским Спасским Сенегским монастырём, по второму местному названию озера — Сенга-озеро.
В начале XVII века во время Смуты, как и многие иные поселения местности, монастырь был разорён, поскольку согласно описи 1680 года вместо старых упоминаются новые деревянные церкви: Иверский тёплый и Афанасия Афонского холодный. Рядом на отдельно стоящих столбах имелось четыре колокола. В этот период монастырь относился к Суздальской и Юрьевецкой епархии и содержался на средства князей Пожарских, владевших с 1608 года селом Нижний Ландех. Традицию продолжили новые владельцы села князья Черкасские, которые получили Нижне-Ландехскую вотчину в 1682 году. В результате пожара 1719 года была перестроена церковь Афанасия Афонского и при ней создана теплая трапезная.
В течение всей первой половины XVIII века монастырь угасал. В 1752 году имелось всего пять монахов. 15 декабря 1756 года пожар уничтожил две имевшиеся деревянные церкви и отдельно стоящую колокольню. Осталась только часть братских келий, в одной из которых проводилась служба. К 1757 году относится построение новой деревянной тёплой Иверской церкви, затем было начато возведение первого кирпичного храма Афанасия Афонского, которое по причине недостатка средств продолжалось 24 года.
В 1764 году в рамках политики секуляризации церковных владений монастырь был упразднён. В это время в нём имелись две церкви, деревянная Иверская и строящаяся каменная Афанасия Афонского, деревянный забор, деревянная «на столбах» (каркасная) крытая тесом колокольня, имевшая семь колоколов, также шесть выстроенных из дерева келий, два амбара для жита и скотный двор. После упразднения монастыря храмы передаются приходу. К концу XVIII века рядом с ними сохранилось лишь два дома — священника и пономаря. К 1831 году храмы обветшали, и было принято решение оставить только храм Афанасия Афонского, к которому пристроили взамен разобранного деревянного храма южный Иверский придел, освящённый в 1834 году.
Вопреки отдалённости и бедности место оставалось особо почитаемым среди жителей окрестных поселений и у новых владельцев Нижнего Ландеха, которыми стали князья Щербатовы, что привело к стихийному восстановлению пустынножительства уже в первой половине столетия. В 1843 году на средства нижнеландехского крестьянина Н. М. Косарева строится приют для богомольцев. В 1854 года на средства фабриканта из Шуи М. С. Посылина создаются и передаются в ведение Владимирской епархии здания под богадельню, включая одноэтажный дом с пятью комнатами и мезонином, кухонный флигель, амбар и погреб . 4 октября 1860 года дан указ Синода открыть женский общежительный монастырь при храме бывшей Святоезерской пустыни. Было предписано восстановить прежнюю деревянную церквь. Первой настоятельницей поставили монахиню Владимирского Успенского монастыря Платониду. В 1863 году на средства жителя Нижнего Ландеха Фатова строится новый деревянный храм Преображения. К 1864 году были возведены новые деревянные дома, в том числе два двухэтажных клейных корпуса, три одноэтажных флигеля, скотный двор, сарай и баня. Строится новая деревянная ограда. В 1869 году — новая деревянная Иверская церковь, имевшая полукруглый трехчастный алтарь и придел Архангела Михаила на хорах. 8 июля 1903 году пожаром были уничтожены все деревянные постройки. В 1904 году началось восстановление с постройки на предполагаемом месте первой церкви Преображения необычно крупного пятиглавого собора Казанской иконы, который рассчитан на 750 человек. Масштаб строительства был обеспечен крупными пожертвованиями, данными семьёй шуйских фабрикантов Терентьевых. Церковь освящена 19 августа 1907 года. К моменту Октябрьской революции имелись новый Казанский храм, храм Афанасия Афонского, деревянный храм Преображения, дом игумении, два двухэтажных сестринских корпуса, отдельно стоящий Хлебный флигель, кельи схимонахинь и деревянная ограда, имевшая по углам башни. За оградой монастырь имел дома духовенства, гостиницу, скотный и конный дворы, мельницу и огород. В начале века в пустыни было 17 монахинь и 58 послушниц.
В советское время часть построек и ограда пустыни погибли. Сохранившиеся сооружения были переданы под склады Мугреевского торфопредприятия. В 1993 году восстанавливается община приходского Казанского храма. В апреле 1998 году Святоезерская пустынь открывается как женский монастырь.

## Архитектура и территория
Несмотря на потерю завершений церквей и отсутствие ограды монастырь сохраняет единство облика. Главные композиционные доминанты — три храма в центральной части территории. Архитектурный облик представлен архаизированными в национальном духе формами позднего барокко и классицизма, а также неорусским стилем начала XX века. Композиция завершается необычным в рамках русской архитектуры четырехгранным шатром колокольни храма Афанасия Афонского — главным вертикальным ориентиром панорамы населённого пункта.
Территория является прямоугольной в плане, с запада её ограничивает Советская улица, с севера берег Святого озера. В центральной части наиболее высокая точка рельефа занята Казанским собором, к северо-западу и немного ниже по рельефу расположен храм Афанасия Афонского, а небольшой деревянный храм Преображения стоит между ними. Границами комплекса выступают одноэтажные и двухэтажные деревянные келейные корпусами. Жилые здания, включая дом игуменьи, корпус для сестёр, дом священника, кельи для схимонахинь, флигель и гостиница возведены не ранее начала XX века. Часть построек по восточной границе новые, поставленные на фундаментах расположенных здесь ранее келий.

## Фольклор
Фольклорные сюжеты о монастыре и Святом озере принадлежат к числу сюжетов о провалищах, согласно которым под землю или под воду уходит объект, как правило, сакральный (часовня, церковь, монастырь), на месте которого возникает озеро или родник, реже холм или гора. Сюжеты о Святом озере включают известные мотивы (структурные компоненты сюжетов), которые характерны для рассказов о провалищах, об образовании на месте сакрального объекта водоёма: связанные с происхождением озера — проваливается церковь или монастырь, нередко за грехи, на месте которой образуется озеро; связанные с особыми свойствами такого озера — в нём слышны колокола, видны купола или свечи или слышны крики детей, это озеро не имеет дна, водолазы или учёные, обследовав, озеро не нашли дна или нашли впадину на месте упавшей церкви, озеро с удивительно чистой или целебной водой. Чудесные явления на озере включают продолжение богослужения и зажигание свечей на дне.
Южские сюжеты о провалищах, прежде всего связанные со Святым озером, могут включать также эсхатологические мотивы, в рамках которых озеро теряет сакральные признаки, из него уходит вода, а также ряд других традиционных мотивов, как правило, не связанных с провалищем: старец (Филарет) выкапывает колодец или открывает родник, который дал начало озеру; подземный ход между монастырями (Святоезерский Иверский монастырь — женский и Флорищева мужская пустынь) и грех монахов и монахинь; погубленные дети; озеро из слёз детей или монахинь. Согласно фольклору, в Святом озере, вода которого целебна, Дмитрий Пожарский залечивался от ран.
Специального народного или церковного почитания старца Филарета не зафиксировано, его имя не отражено в святцах. Сюжет о старце Филарете в современном местном фольклоре почти не встречается, но предположительно является традиционным, в пользу чего говорит факт, что для региона характерны предания и легенды об отшельниках, ставших основателями поселения или монастыря.